# Trindade (Goiás)
Trindade is een gemeente in de Braziliaanse deelstaat Goiás. De gemeente telt 121.266 inwoners (schatting 2017).

## Aangrenzende gemeenten
De gemeente grenst aan Abadia de Goiás, Avelinópolis, Campestre de Goiás, Caturaí, Goiânia, Goianira, Guapó en Santa Bárbara de Goiás.

## Galerij

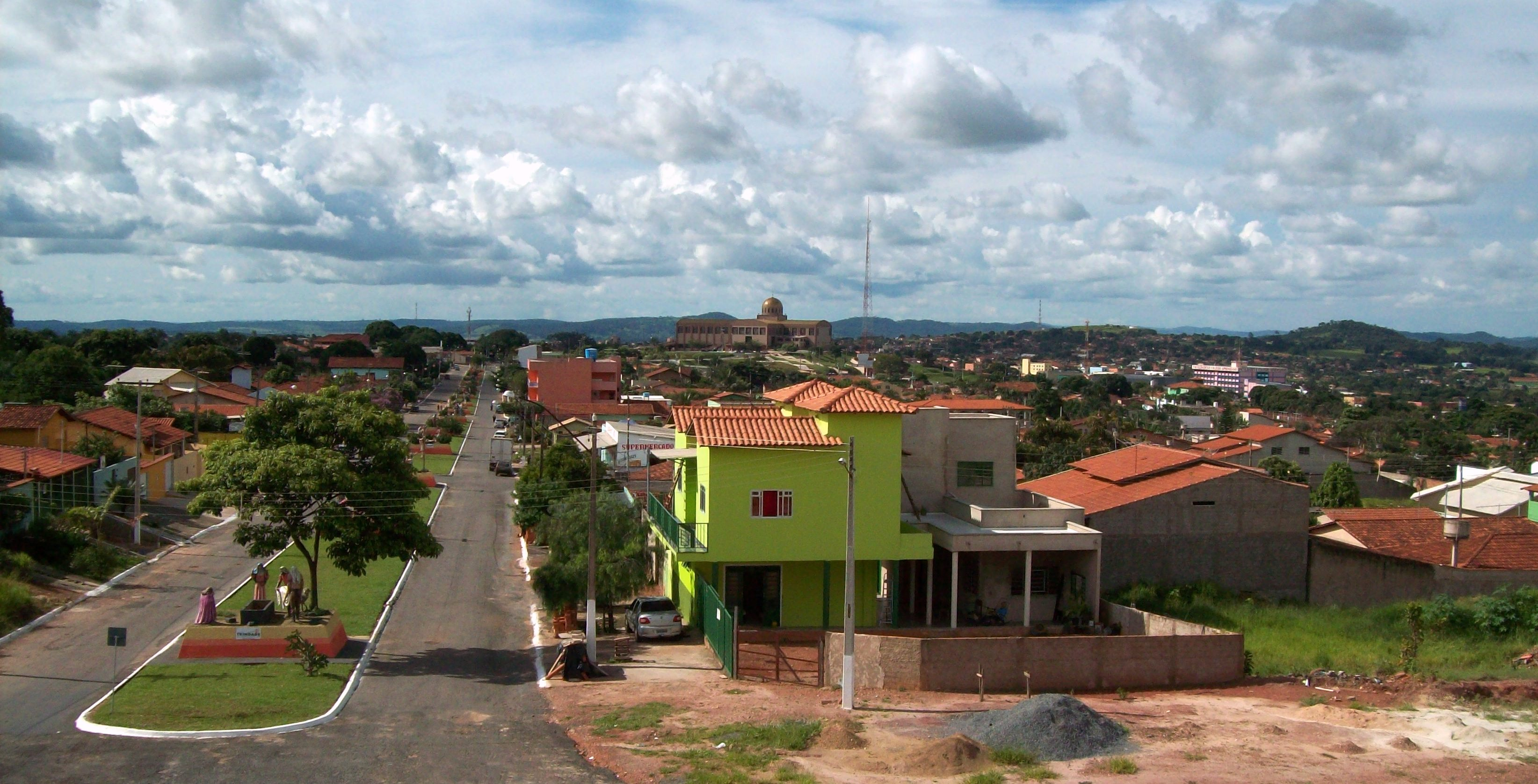
De hoofdstraat Av. Constantino Xavier in Trindade
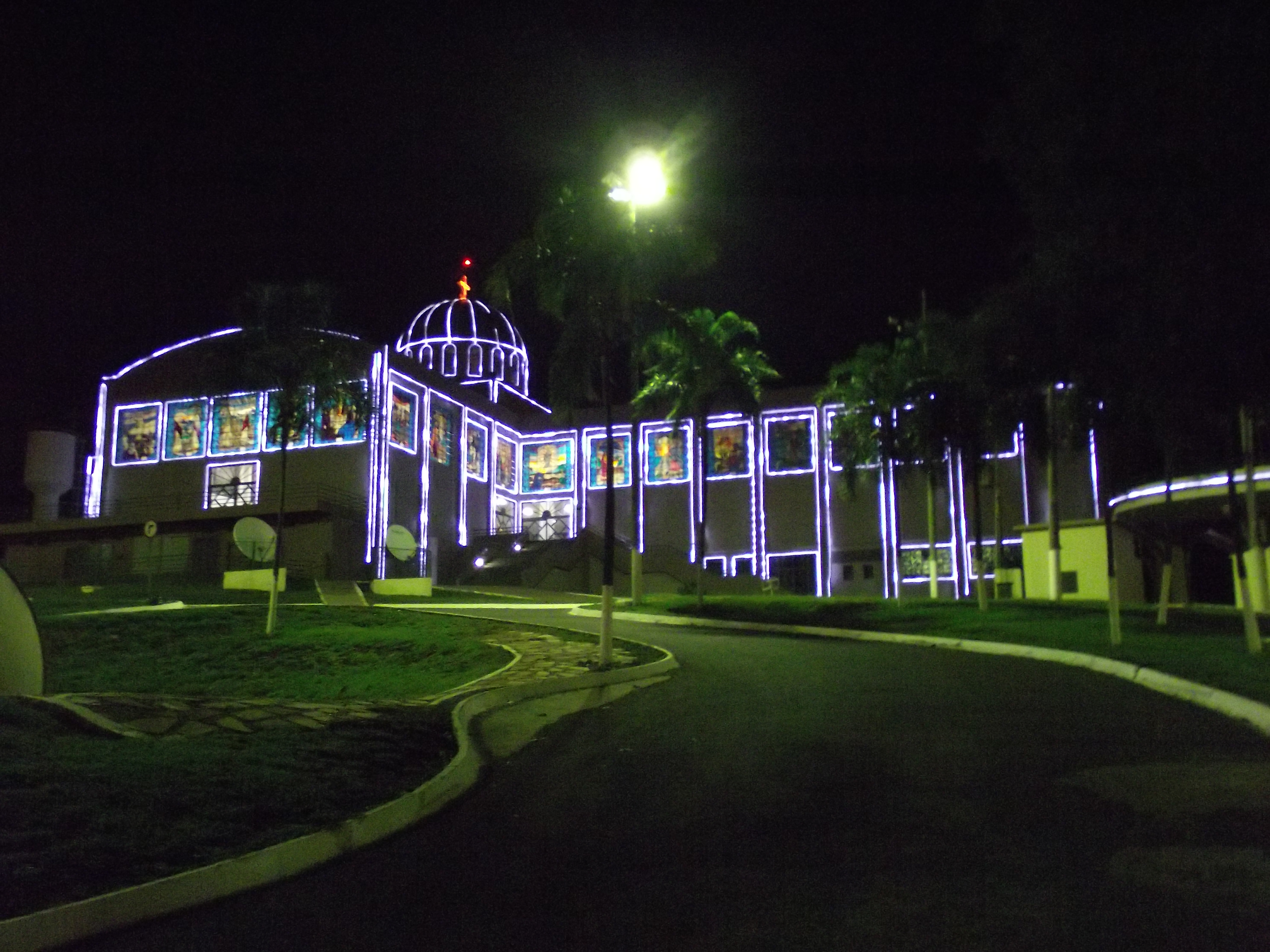
De basiliek Santuário Basílica do Divino Pai Eterno
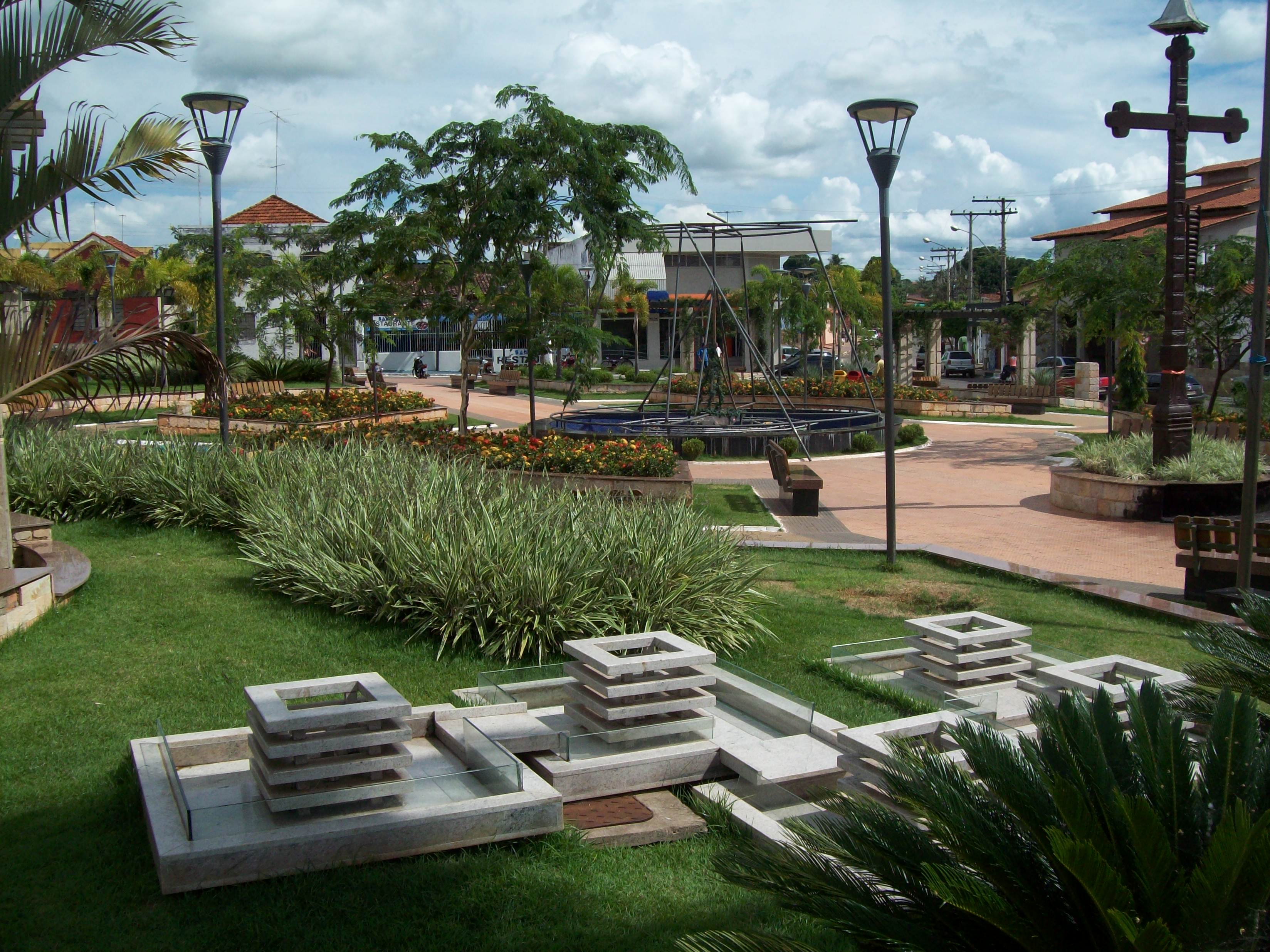
Het plein Praça da Matriz in het centrum van Trindade
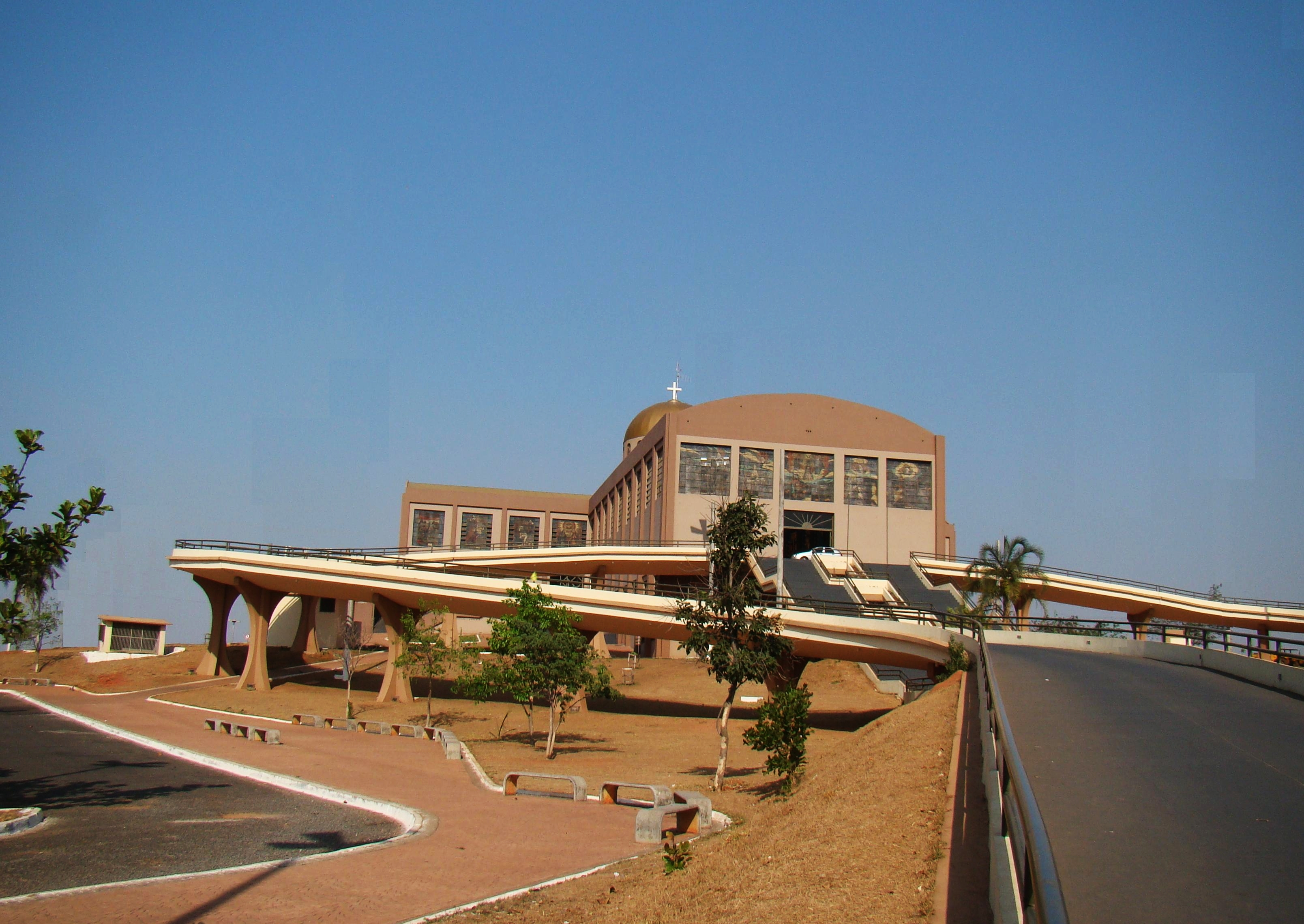
De basiliek Santuário Basílica do Divino Pai Eterno